# Vương quốc Valencia
Vương quốc Valencia (tiếng Valencia: Regne de València; tiếng Tây Ban Nha: Reino de Valencia; tiếng La Tinh: Regnum Valentiae), nằm ở bờ biển phía Đông của Bán đảo Iberia, là một trong những vương quốc cấu thành nên Vương quyền Aragon. Khi Vương quyền Aragon hợp nhất theo liên hiệp vương triều với Vương quyền Castile để tạo thành Vương quốc Tây Ban Nha, thì Vương quốc Valencia trở thành một lãnh thổ cấu thành nên chế độ quân chủ Tây Ban Nha.
Vương quốc Valencia chính thức được thành lập vào năm 1238 khi người Moor Taifa của Valencia thất bại trong quá trình Reconquista. Năm 1707, nó đã bị giải thể, cùng với các thành phần khác của vương quyền của Aragon, bởi Philip V của Tây Ban Nha, bằng Sắc lệnh Nueva Planta, do kết quả của Chiến tranh Kế vị Tây Ban Nha.
Trong suốt thời gian tồn tại, Vương quốc Valencia được cai trị bởi các luật lệ và thể chế được nêu trong Furs (điều lệ) của Valencia.
Các ranh giới và bản sắc của cộng đồng Valencia thuộc Tây Ban Nha hiện tại về cơ bản là ranh giới của Vương quốc Valencia trước đây.